# Іспанська балка

Прапор Іспанії

Іспанська балка — у вексилології горизонтальний триколор, у якого ширина кожної з центральних смуг вдвічі перевищує ширину кожної з бічних смуг. Назва походить від найвідомішого зразка такого типу прапорів — прапора Іспанії, в якому вперше використали таку пропорцію. 
Зазначена пропорція щодо вертикальних смугастих прапорів має назву — канадський стовп.
До родини прапорів іспанської балки також відносять прапори, де центральна смуга не обов'язково вдвічі ширша будь-якої з двох бічних.

## Галерея

### Іспанська балка

Прапор Камбоджі
Прапор Лаосу
Прапор Лівану
Прапор Лівії
Прапор Таджикистану
Прапор Французької Полінезії
Прапор Кубанської народної республіки
Прапор Краснодарського краю
Прапор міста Асунсьйон, Парагвай
Куявсько-Поморське воєводство

### Широка балка

Прапор Гватемали (1858-1871)
Прапор Турецької Республіки Північного Кіпру
Прапор Кіпру (проєкт)
Прапор Автономної Республіки Крим
Прапор Інгушетії
Прапор області Куна-Яла (Панама)
Прапор Берліна (Німеччина)
Прапор Бонна (Німеччина)
Прапор Менхенгладбаха (Німеччина)